# UFC Fight Night: Volkov vs. Struve
UFC Fight Night: Volkov vs. Struve, noto anche come UFC Fight Night 115, è stato un evento di arti marziali miste tenuto dalla Ultimate Fighting Championship il 2 settembre 2017 all'Ahoy Rotterdam di Rotterdam, nei Paesi Bassi.

## Risultati
|                                   | Divisione             |                      |                 |                    | Metodo                                  | Round           | Tempo           | Premio          |
| Card Principale                   | Card Principale       | Card Principale      | Card Principale | Card Principale    | Card Principale                         | Card Principale | Card Principale | Card Principale |
| --------------------------------- | --------------------- | -------------------- | --------------- | ------------------ | --------------------------------------- | --------------- | --------------- | --------------- |
|                                   | Pesi massimi          | Aleksandr Volkov     | batte           | Stefan Struve      | KO tecnico (pugni)                      | 3               | 3:30            | FOTN            |
|                                   | Pesi medi             | Siyar Bahadurzada    | batte           | Rob Wilkinson      | KO tecnico (pugni)                      | 2               | 3:10            |                 |
|                                   | Pesi gallo femminili  | Marion Reneau        | batte           | Talita de Oliveira | KO tecnico (pugni)                      | 3               | 4:54            |                 |
|                                   | Pesi welter           | Leon Edwards         | batte           | Bryan Barberena    | Decisione unanime (29-28, 29-28, 29-28) | 3               | 5:00            |                 |
| Card Preliminare (UFC Fight Pass) |                       |                      |                 |                    |                                         |                 |                 |                 |
|                                   | Pesi welter           | Darren Till          | batte           | Bojan Veličković   | Decisione unanime (30-27, 30-27, 30-27) | 3               | 5:00            |                 |
|                                   | Pesi leggeri          | Mairbek Taisumov     | batte           | Felipe Silva       | KO (pugno)                              | 1               | 1:24            | POTN            |
|                                   | Catchweight (72,1 kg) | Michel Prazeres      | batte           | Mads Burnell       | Sottomissione (north-south choke)       | 3               | 1:26            |                 |
|                                   | Pesi leggeri          | Rustam Khabilov      | batte           | Desmond Green      | Decisione unanime (29-28, 29-28, 30-27) | 3               | 5:00            |                 |
|                                   | Pesi mediomassimi     | Aleksandar Rakić     | batte           | Francimar Barroso  | Decisione unanime (30-27, 30-27, 30-27) | 3               | 5:00            |                 |
|                                   | Pesi piuma            | Zabit Magomedšaripov | batte           | Mike Santiago      | Sottomissione (rear-naked choke)        | 2               | 4:22            | POTN            |
|                                   | Pesi mediomassimi     | Abdul-Kerim Edilov   | batte           | Bojan Mihajlović   | KO tecnico (pugni)                      | 2               | 2:32            |                 |
|                                   | Pesi leggeri          | Thibault Gouti       | batte           | Andrew Holbrook    | KO tecnico (pugni)                      | 1               | 4:28            |                 |

## Premi
I lottatori premiati ricevettero un bonus di 50.000 dollari.
Legenda:
- FOTN: Fight of the Night (vengono premiati entrambi gli atleti per il miglior incontro dell'evento)
- POTN: Performance of the Night (viene premiato il vincitore per la migliore performance dell'evento)